# Gabriel Heatter
Gabriel Heatter (New York, 17 septembre 1890 - Miami, 30 mars 1972) est un animateur radiophonique américain.
Il fut très réputé au cours de la Seconde Guerre mondiale, où il fut un des animateurs les plus connus. Ses bulletins d'information commençant la plupart du temps par la phrase d'annonce suivante : « Aaah… Mes amis, j'ai de bonnes nouvelles pour vous » (There's good news tonight). 
Encore renommé après la guerre, il perd en notoriété à l'orée des années 1950, et se met en retraite anticipée. 
En 1951, il joua son propre rôle dans le film de science-fiction Le Jour où la Terre s'arrêta (The Day the Earth Stood Still).
Il est également cité de façon humoristique dans A Foreign Affair de Billy Wilder (1948), comme ultime recours au-delà du Président. 